# Beatriz Paredes Rangel

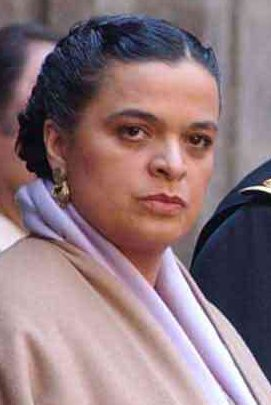
Beatriz Paredes

Beatriz Elena Paredes Rangel (* 18. August 1953 in Tlaxcala, Tlaxcala) ist eine mexikanische Politikerin der Partido Revolucionario Institucional (PRI), die den Parteivorsitz von 2007 bis 2011 innehatte.

## Leben und Leistungen
Ihre politische Laufbahn begann im Alter von 21 Jahren als Abgeordnete des Bundesstaates Tlaxcala (1974 bis 1977), nebenbei studierte sie Soziologie an der Universidad Nacional Autónoma de México in Mexiko-Stadt. Anschließend arbeitete sie zwei Jahre lang als Beraterin für den Gouverneur von Tlaxcala. 1982 wurde sie zur Staatssekretärin für die landwirtschaftliche Reform ernannt, und von 1987 bis 1992 diente sie als Gouverneurin von Tlaxcala. Sie war damit die zweite weibliche Mexikanerin überhaupt, der das bis dahin gelang. Weitere Stationen ihrer politischen Karriere waren die Wahl zur Senatorin, Präsidentin der Abgeordnetenkammer und Botschafterin in Kuba. 
Paredes Rangel bekleidete verschiedene Positionen in der Partido Revolucionario Institucional (PRI). Sie war Generalsekretärin ihrer Partei und kandidierte für den Parteivorsitz, verlor aber gegen Roberto Madrazo. 2007 kandidierte sie erneut für diese Position, diesmal erfolgreich: 65 Prozent der Mitglieder wählten sie zur neuen Vorsitzenden.  Im März 2011 trat sie von ihrem Amt zurück. 
Bei den Wahlen 2012 zum Amt des Bürgermeisters von Mexiko-Stadt holte sie nur 20 % der Stimmen und verlor deutlich gegen den PRD-Kandidaten Miguel Ángel Mancera.